# De Windhond
De Windhond est un petit moulin à vent  sur le Zaanse Schans dans la municipalité de Zaanstad. Le moulin à vent a été construit en 1890 par Jan Zwart comme cadeau d'anniversaire pour son fils de 7ans, Tijmen. Ce type de moulin était souvent construits pour les jeunes, qui pouvaient faire du commerce de gravier (biksteen). Le Windhond est le dernier moulin à biksteen original de la région de Zaan . 
Vendu en 1921 il circule sur le Blauwe Pad, où il fonctionne comme moulin scieur de lamelles (lattenpikker), et sur le Meester Cornelispad, tous deux à Zaandam. La scierie a ensuite disparu, mais il a de nouveau servi comme moulin à biksteen avec neuf autres pilons. Le moulin a finalement été donné en 1965 à la Fondation Zaanse Schans. En 1980, une autre meule à aiguiser (slijpsteentje) a été ajoutée. 
Le moulin a le statut de Gemeentelijk monument (nl) et fonctionne régulièrement bien qu'obsolète dans sa fonction. 